# Сара Пейлин
Сара Пейлин (на английски: Sarah Louise Heath Palin) е американски политик от Републиканската партия, губернатор на щата Аляска от 2006 до 2009 година.
Издигната е като кандидат за вицепрезидент на САЩ в тандем с кандидата на Републиканската партия за президент Джон Маккейн. Тя е втората жена номинирана за вицепрезидент след демократката Джералдин Фераро през 1984 г.

## Биография
Родена е в Сендпойнт, Айдахо, в семейството на Чарлс и Сара Хейт. Родословието ѝ съдържа немска, ирландска и английска кръв.. Още когато е много малка, семейството се преселва в щата Аляска.
Записва да учи в „Wasilla High School“ в град Уасила, Аляска. През 1984 г. Сара печели конкурс за красота и става „Мис Уасила“, като малко по-късно завършва на трето място в конкурса „Мис Аляска“.
Записва „Бизнес администрация“ в „Hawaii Pacific College“ през 1982 г., но остава само за един семестър. На следващата година се прехвърля в „North Idaho College“, където продължава да изучава същата специалност. Завършва журналистика в университета на Айдахо..
Работи като спортен репортер в местна телевизия в Анкоридж, дори помага на съпруга си Тод Пейлин, който се занимава с промишлен риболов.
През 2006 г. печели изборите за губернатор на Аляска с 48.3% подкрепа срещу демократа Тони Ноулс, който получава 40.9%.
През началото на 2020 г. участва в американската версия на „Маскираният певец“ под маската на полярната мечка.

## Автор
Сара Пейлин публикува книгата Going Rogue: An American Life ноември 2009 г., като още преди самото пускане по книжарниците на книгата е обявено издаването на пародиращ сборник от страна на либерали и левица в САЩ, с почти еквивалентна корица и със заглавие Going Rogue: An American Nightmare.